# Ô liu

Ô liu (phiên âm từ tiếng Pháp olive; danh pháp khoa học: Olea europaea) là một loại cây nhỏ thuộc Họ Ô liu (Oleaceae). Vùng bản địa của ô liu là miền duyên hải Địa Trung Hải, đến Iran ven bờ nam biển Caspi. Trái ô liu là một nông phẩm giá trị ở vùng Địa Trung Hải dùng để làm dầu ô liu.

## Miêu tả
Cây ô liu, Olea europaea, là một cây xanh quanh năm hoặc cây bụi có nguồn gốc từ Địa Trung Hải Châu Âu, Châu Á và Châu Phi. Nó ngắn và thấp, và hiếm khi vượt quá 8 - 15 mét. một giống duy nhất bao gồm 40.000 cây chỉ được tìm thấy ở khu vực xung quanh Pisciotta thuộc vùng Campania, miền nam nước Ý thường vượt quá con số này, với đường kính thân tương ứng lớn. Các lá màu xanh, thuôn dài, kích thước dài 4 – 10cm chiều dài và 1–3 cm chiều rộng. Thân cây thường lồi lõm và xoắn.
Hoa ô liu thường có màu trắng và có lông, với đài hoa và tràng hoa có 10 khe, hai nhị, và nhụy hoa, nở thành chùm mọc ra từ nách lá,
Quả ô liu là một quả nhỏ dài 1 - 2,5 cm khi quả chín, thịt mỏng hơn và nhỏ hơn ở cây mọc dại so với cây ăn quả. Ô liu được thu hoạch ở giai đoạn có màu xanh lá cây đến màu tím. Ô liu đen đóng hộp thường được làm thêm màu đen nhân tạo và có thể chứa gluconat sắt hóa học để cải thiện vẻ bên ngoài.

## Phân loại
Sáu phân loài mọc tự nhiên của Olea europaea phân bố trên một phạm vi rộng:
- O e. europaea (Lưu vực Địa Trung Hải)

Olea europaea var. sylvestris được coi là ô liu hoang dại của Địa Trung Hải, là một giống ô liu đặc trưng bởi giống này mang trái nhỏ hơn so với ô liu thông thường.
- O e. cuspidata (từ Nam Phi khắp Đông Phi, Ả Rập đến Tây Nam Trung Quốc)
- O e. cerasiformis (Madeira); còn được gọi là Olea maderensis
- O e. guanchica (Quần đảo Canaria)
- O e. laperrinei (Algérie, Sudan, Niger)
- O e. maroccana (Ma-rốc)

Phân loài O. e. cerasiformis là thể tứ bội, và O. e. maroccana là thể lục bội. Các dạng ô liu mọc dại đôi khi được coi là loài Olea oleaster. Những quả ô liu được gọi là ô liu trắng và ô liu đen ở Đông Nam Á thực ra không phải là ô liu, chúng là các loài cây trám.

## Trồng trọt
Hàng trăm giống cây ô liu được biết đến. Các giống ô liu có tác động đáng kể đến màu sắc, kích thước, hình dạng và đặc điểm sinh trưởng cũng như chất lượng của dầu ô liu. Giống ô liu có thể được sử dụng chủ yếu để lấy dầu hoặc ăn.
Vì nhiều giống ô liu có khả năng không có quả hoặc gần như vậy, chúng thường được trồng theo cặp với một giống chính duy nhất và một giống thứ cấp được chọn để có khả năng thụ phấn cho cây chính. Trong thời gian gần đây, khoa học đang nỗ lực đã được hướng đến việc sản xuất các giống cây lai với các đặc tính hữu ích cho nông dân, chẳng hạn như kháng bệnh, tăng trưởng nhanh và cây trồng lớn hơn hoặc phù hợp hơn.

## Lịch sử

### Thời tiền sử
Bằng chứng hóa thạch cho thấy cây ô liu có nguồn gốc cách đây khoảng 20–40 triệu năm trong kỷ Oligocen, ở khu vực ngày nay tương ứng với Ý và lưu vực phía đông Địa Trung Hải. Cây ô liu được trồng lần đầu tiên cách đây khoảng 7.000 năm ở các vùng Địa Trung Hải.
Ô liu có thể ăn được dường như đã tồn tại với con người trong khoảng 5.000 đến 6.000 năm, bắt đầu từ thời kỳ đồ đồng sớm (3150-1200 TCN). Nguồn gốc của nó có thể được bắt nguồn từ Levant dựa trên các bảng viết, hố ô liu và các mảnh gỗ được tìm thấy trong các ngôi mộ cổ.
Tổ tiên trước đây của ô liu được trồng là không rõ. Hóa thạch phấn hoa Olea đã được tìm thấy ở Macedonia và những nơi khác xung quanh Địa Trung Hải, cho thấy chi này là một yếu tố ban đầu của hệ thực vật Địa Trung Hải. Những chiếc lá hóa thạch của Olea được tìm thấy trong các Palaeosols của hòn đảo núi lửa Santorini (Thera) của Hy Lạp và có niên đại khoảng 37.000 năm trước Công nguyên. Dấu hiệu ấu trùng của ruồi trắng ô liu Aleurolobus (Aleurodes) olivinus được tìm thấy trên lá. Loài côn trùng tương tự ngày nay thường được tìm thấy trên lá ô liu, cho thấy mối quan hệ đồng tiến hóa động thực vật không thay đổi kể từ thời điểm đó. Những chiếc lá được tìm thấy trên cùng một hòn đảo có niên đại khoảng 60.000 năm trước Công nguyên, khiến chúng trở thành những cây ô liu lâu đời nhất được biết đến từ Địa Trung Hải.
Từ năm 3000 trước Công nguyên, ô liu đã được trồng phổ biến ở Crete; chúng có thể là nguồn gốc của nền văn minh Minos.

### Bên ngoài Địa Trung Hải
Ô liu không có nguồn gốc từ châu Mỹ. Những người thực dân Tây Ban Nha đã mang ô liu đến châu Mỹ, nơi việc trồng trọt của nó phát triển ở Peru, Chile và Argentina ngày nay. Những cây con đầu tiên từ Tây Ban Nha được Antonio de Rivera trồng ở Lima vào năm 1560. Việc trồng cây ô liu nhanh chóng phổ biến dọc theo các thung lũng của bờ biển Thái Bình Dương khô hạn của Nam Mỹ nơi có khí hậu tương tự như Địa Trung Hải. Các nhà truyền giáo Tây Ban Nha truyền cây vào thế kỷ 18 ở California. Nó được trồng lần đầu tiên tại Mission San Diego de Alcalá vào năm 1769 hoặc muộn hơn vào khoảng năm 1795. Các vườn cây ăn quả được bắt đầu ở các nhiệm vụ khác, nhưng vào năm 1838, một cuộc kiểm tra chỉ tìm thấy hai vườn ô liu ở California. Trồng trọt để lấy dầu dần dần trở thành một lĩnh vực thương mại rất thành công từ những năm 1860 trở đi. Tại Nhật Bản, việc trồng thành công cây ô liu đầu tiên xảy ra vào năm 1908 trên đảo Shodo, nơi trở thành cái nôi của nghề trồng ô liu. Ước tính có khoảng 865 triệu cây ô liu trên thế giới hiện nay (tính đến năm 2005), và phần lớn trong số này được tìm thấy ở các nước Địa Trung Hải, với các khu vực biên giới truyền thống chỉ chiếm không quá 25% diện tích trồng ô liu và 10% sản lượng dầu sản xuất.

## Văn hóa đại chúng
Đây là một trong những loại cây được nhắc đến nhiều trong các tác phẩm văn học phương Tây. Trong tác phẩm Odyssey và Iliad của Homer, nhân vật Odysseus bò dưới hai nhánh cây ô liu được trồng trong một nhà kho.

## Hình ảnh

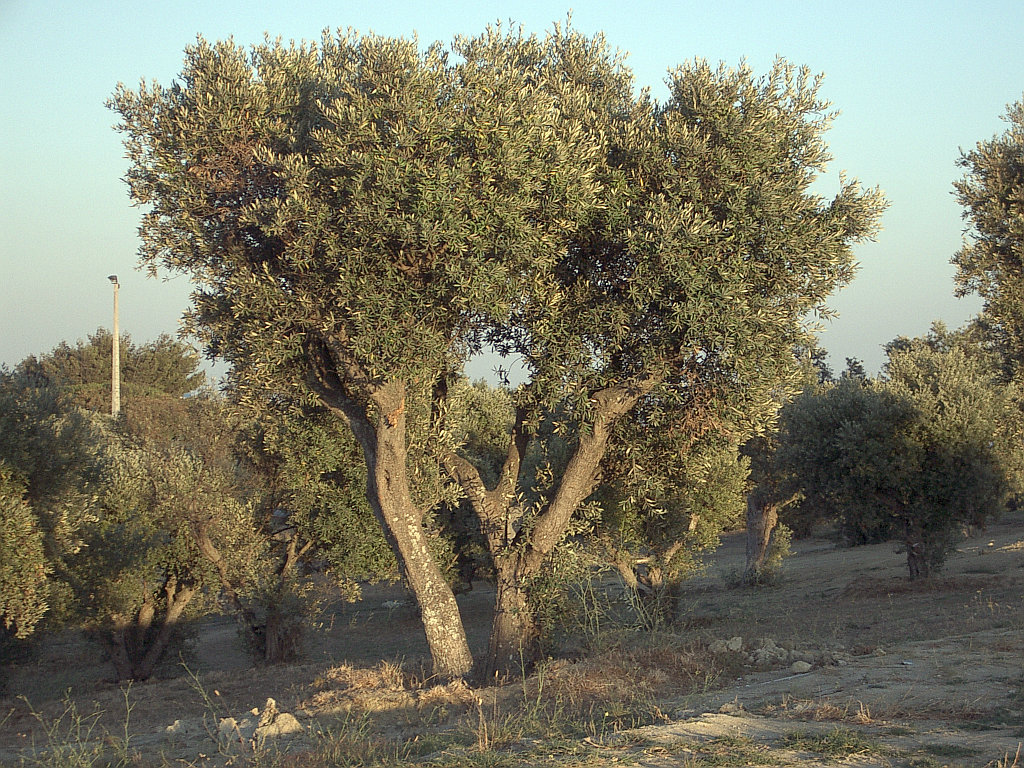
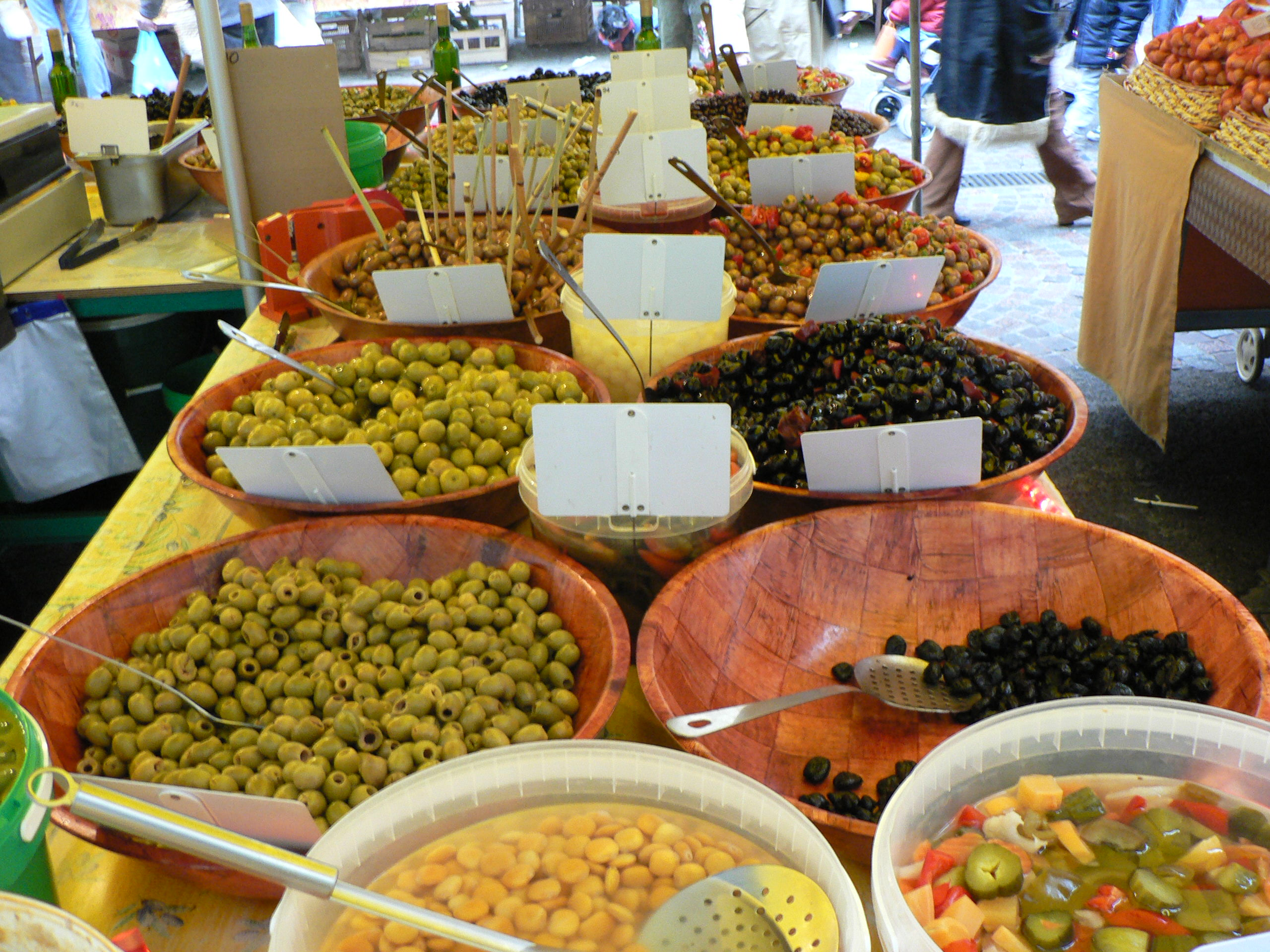
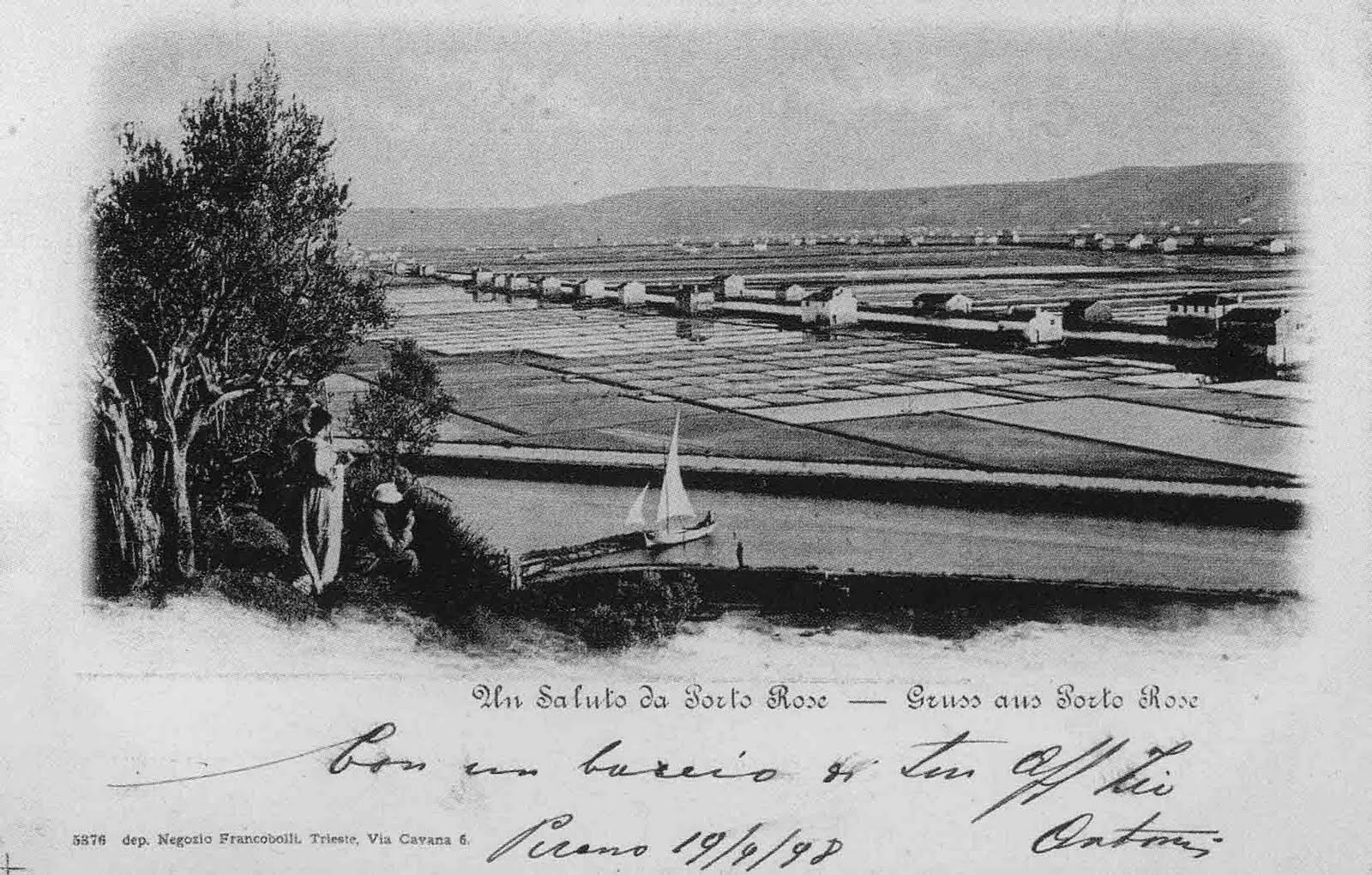
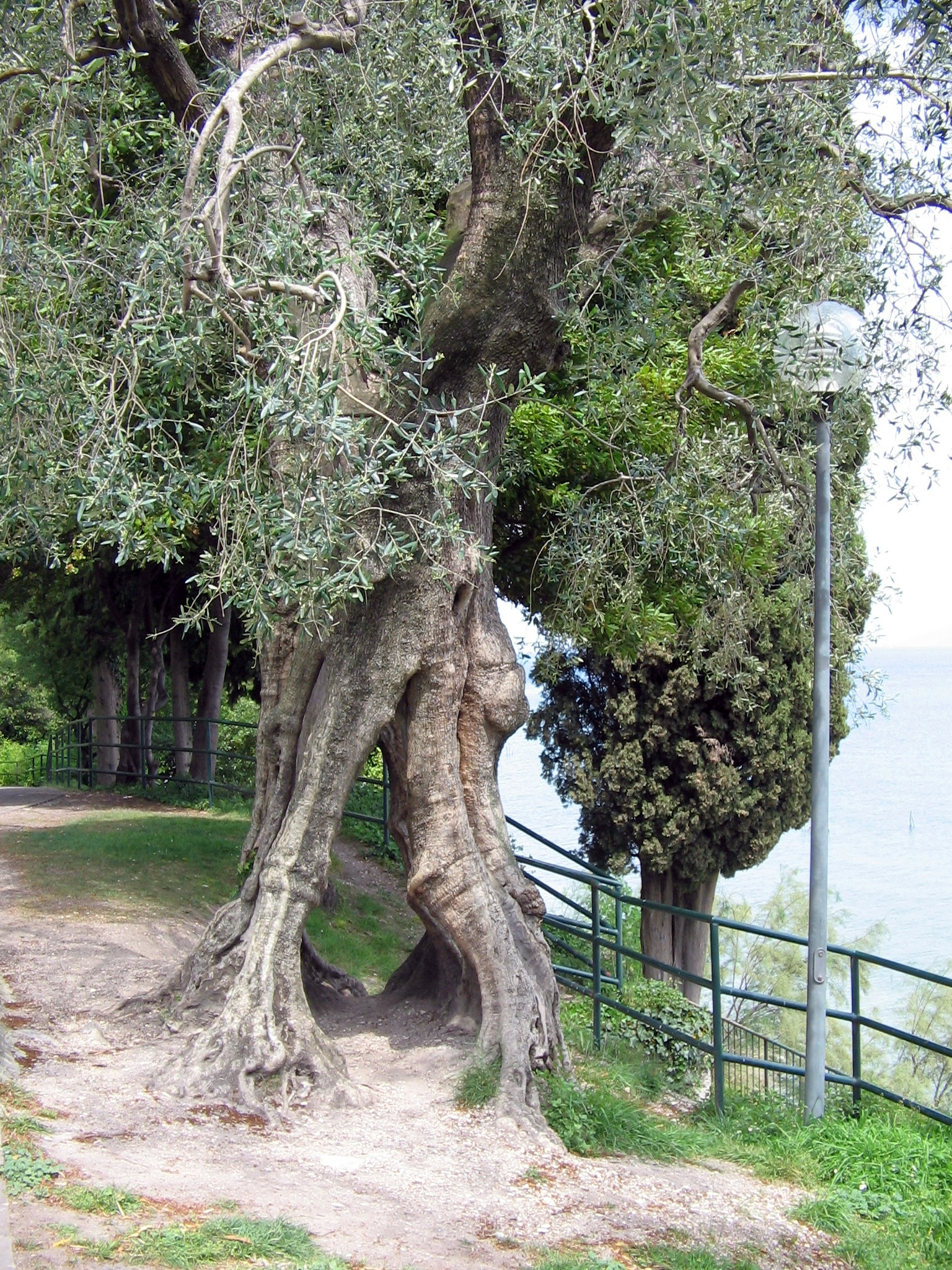